# A.C. Milan w sezonie 2002/2003

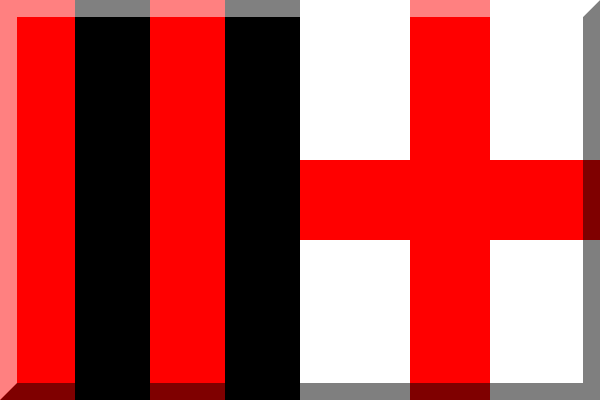
Klubowe barwy Milanu

Osiągnięcia i skład piłkarskiego zespołu A.C. Milan w sezonie 2002/03.

## Osiągnięcia
- Serie A: 3. miejsce
- Puchar Włoch: zwycięstwo
- Superuchar Włoch: porażka
- Liga Mistrzów: zwycięstwo

## Skład zespołu
Bramkarze:
| 1.  | Włochy   | Valerio Fiori                |
| 12. | Brazylia | Nelson de Jesus Silva (Dida) |
| 18. | Włochy   | Christian Abbiati            |

Obrońcy:
| 2.  | Dania     | Thomas Helveg                        |
| 3.  | Włochy    | Paolo Maldini (kapitan)              |
| 4.  | Gruzja    | Kacha Kaladze                        |
| 13. | Włochy    | Alessandro Nesta                     |
| 14. | Chorwacja | Dario Šimić                          |
| 16. | Argentyna | José Chamot                          |
| 17. | Brazylia  | Claiton Machado dos Santos (Claiton) |
| 19. | Włochy    | Alessandro Costacurta                |
| 24. | Dania     | Martin Laursen                       |
| 25. | Brazylia  | Roque Júnior                         |

Pomocnicy:
| 5.  | Argentyna         | Fernando Redondo                         |
| 8.  | Włochy            | Gennaro Ivan Gattuso                     |
| 10. | Portugalia        | Manuel Rui Costa                         |
| 20. | Holandia          | Clarence Seedorf                         |
| 21. | Włochy            | Andrea Pirlo                             |
| 23. | Włochy            | Massimo Ambrosini                        |
| 27. | Brazylia          | Sérgio Cláudio dos Santos (Serginho)     |
| 28. | Włochy            | Samuele Dalla Bona                       |
| 31. | Francja · Senegal | Ibrahim Ba                               |
| 32. | Włochy            | Cristian Brocchi                         |
| 33. | Brazylia          | Leonardo Nascimento de Araujo (Leonardo) |
| 83. | Francja           | Catilina Aubameyang                      |

Napastnicy:
| 7.  | Ukraina  | Andrij Szewczenko |
| 9.  | Włochy   | Filippo Inzaghi   |
| 11. | Brazylia | Rivaldo           |
| 15. | Dania    | Jon Dahl Tomasson |
| 30. | Włochy   | Marco Borriello   |